# ガラクツラン 1,4-α-ガラクツロニダーゼ
ガラクツラン 1,4-α-ガラクツロニダーゼ(galacturan 1,4-alpha-galacturonidase, EC 3.2.1.67)は、以下の化学反応を触媒する酵素である。
(1,4-α-D-ガラクツロニド)n + H2O {\displaystyle \rightleftharpoons } (1,4-α-D-ガラクツロニド)n-1 + D-ガラクツロン酸
この酵素は、加水分解酵素、特にO-及びS-グリコシル化合物を加水分解するグリコシダーゼに分類される。系統名は、ポリ(1,4-α-D-ガラクツロニド) ガラクツロノヒドロラーゼ(poly(1,4-alpha-D-galacturonide) galacturonohydrolase)であり、他に、exopolygalacturonase, poly(galacturonate) hydrolase, exo-D-galacturonase, exo-D-galacturonanase, exopoly-D-galacturonase等と呼ばれることもある。この酵素は、ペントース及びグルクツロン酸の相互変換、またデンプン及びスクロースの代謝に関与する。